# Алексеев, Константин Степанович
Константи́н Степа́нович Алексе́ев  (24 сентября [7 октября] 1914, дер. Приданцево, Можайский уезд, Московская губерния, Российская империя — 24 февраля 1971, Ленинград, СССР) — советский лётчик-ас истребительной авиации ВВС ВМФ СССР, Герой Советского Союза (1942). Полковник (23.03.1949). Кандидат военно-морских наук (15.11.1966), доцент (17.05.1968).

## Биография

### Начало жизненного пути
Родился в семье рабочего. Русский. Окончил Можайскую школу-семилетку и рабфак.
На службе в Военно-Морском Флоте с августа 1936 года. В 1938 году окончил Военно-морское авиационное училище имени Сталина в Ейске в 1938 году. Направлен на службу в 9-й истребительный авиационный полк ВВС Черноморского флота, где служил младшим лётчиком, начальником штаба эскадрильи, старшим лётчиком, а с февраля 1941 года — заместителем командира эскадрильи. Член ВКП(б) с 1941 года.

### В 1941-м
Участник Великой Отечественной войны в составе того же полка с июля 1941-го. В своих мемуарах К. С. Алексеев так будет вспоминать своё боевое крещение:

«Я всегда с волнением вспоминаю начало Великой Отечественной войны, когда в бою с фашистскими бомбардировщиками получил первое боевое крещение. Стоял жаркий июльский день. Мы, ещё необстрелянные лётчики, находились на аэродроме. Раздался сигнал тревоги. Я на своём И-16 поднялся в воздух и в синеве неба заметил чёрную точку. Это был немецкий разведчик. Под крылом моего „ястребка“ промелькнул городок Очаков, и я почувствовал острое беспокойство за его судьбу. Мой самолёт быстро приближался к врагу. Тот, заметив меня, круто повернул и стал удаляться в сторону Одессы. Я погнался за ним, но большая дистанция позволила противнику удрать.
Вскоре я увидел звено Ju-88, идущее по направлению к Очаковскому порту, где в это время стояли баржи с ценным военным грузом. Я направился прямо к немецким бомбардировщикам. Завязался бой. Я с яростью нажимал на гашетку пулемётов, стараясь сразить ведущего. И вот один „Юнкерс“, распустив чёрный хвост дыма, полетел вниз, в море. Остальные, беспорядочно побросав бомбы, пустились наутёк.
Уже возвращаясь на свой аэродром, я заметил, что борта кабины моего И-16 и ручка управления пробиты, осколком вражеского снаряда порван рукав комбинезона.

На лётном поле меня встретили товарищи. Осматривая самолёт, они от удивления качали головами: так самолёт был весь изрешечён…»
Однако документально побед молодого лётчика в июле 1941 года не подтверждено. А 10 августа в бою над рекой Южный Буг Алексеев одержал свою первую достоверную победу, сбив румынский истребитель, а 12 августа сбитым оказался уже современный немецкий истребитель Me-109. С октября 1941 года исполнял должность командира эскадрильи. К январю 1942 года имел на боевом счету уже 6 личных побед и седьмую, одержанную в паре.

### В небе Севастополя
В январе 1942 года старший лейтенант Алексеев был переведён в 8-й истребительный авиационный полк (ставший в апреле 1942 года 6-м гвардейским), базировавшийся на Херсонеском аэродромеХерсонес, и был назначен командиром звена. Впрочем, уже в марте его повысили в должности до заместителя командира 1-й эскадрильи. В задачу 8-го авиаполка под командованием подполковника Константина Иосифовича Юмашева входило: борьба с бомбардировщиками, шедшими на Севастополь и другие города и советские Черноморские военно-морские базы, сопровождение бомбардировщиков, наносивших удары по отдельным вражеским объектам, и штурмовые налёты на противника. В этому полку участвовал в обороне Севастополя.
В середине мая 1942 года началось 3-е наступление немецких войск на Севастополь. На рассвете 20 мая артиллерия, а затем и авиация противника начали наносить массированные удары по городу, советским войскам и военным объектам. Обстрелы и налёты продолжались почти непрерывно до 7 июня этого же года. Только со 2-го по 7 июня немецкая авиация сделала 9 тысяч боевых вылетов, сбросив до 45 тонн авиабомб, а артиллерия противника выпустила 126 тысяч снарядов крупного калибра.
Основная нагрузка по противодействию планам врага выпала на долю черноморских авиаторов. В первый же день авиационно-артиллерийской подготовки, предпринятой захватчиками, лётчики—истребители капитаны К. С. Алексеев, М. И. Гриб, Н. А. Спиров сбили 2 немецких самолёта. Константином Алексеевым в конце мая — начале июня 1942 года одержаны 3 личные и 6 групповых побед. Всего с начала войны к июню 1942 года на его счету уже было 272 боевых вылета (включая 29 на разведку и 13 на штурмовку), в 72 воздушных боях одержаны 9 личных и 4 групповых победы над самолётами противника. За эти подвиги он был представлен к званию Героя.
Указом Президиума Верховного Совета СССР «О присвоении звания Героя Советского Союза начальствующему составу Военно-морского флота» от 14 июня 1942 года за «образцовое выполнение боевых заданий командования на фронте борьбы с немецкими захватчиками и проявленные при этом отвагу и геройство» удостоен звания Героя Советского Союза с вручением ордена Ленина и медали «Золотая Звезда» (№ 857).

### В боях у Малой земли
С июля 1942 года Алексеев стал командиром эскадрильи, а с апреля 1943 — начальником штаба 6-го гвардейского истребительного авиационного полка ВВС ЧФ. Участвовал в битве за Кавказ.
Имя Константина Алексеева стало известно среди черноморских лётчиков. Так будущий Герой Советского Союза В. И. Минаков, бывший в 1942 году командиром звена 2-го гвардейского минно-торпедного авиационного полка, которого в 1942—1943 годах часто сопровождали самолёты эскадрильи Алексеева вспоминал:

«Костю Алексеева я знал хорошо. Простой, скромный парень. Вместе со своими товарищами он часто сопровождал нас на удары по Тамани. Издали узнавая его самолёт, бомбардировщики радостно восклицали: „Костя!“. Раз Алексеев с нами, значит, можно надеяться на успех: „Мессера“ к нам не пройдут…» 
Весной 1943 года К. С. Алексеев отличился ещё раз, на этот раз при обороне Малой земли и в ходе воздушной битвы над Кубанью. За три весенних месяца этого года ему удалось сбить ещё 5 самолётов противника лично и 1 в паре. Из этих побед 3 одержаны в одном воздушном бою. Из воспоминаний очевидца этих событий Василия Минакова:

«…В ночь на 20 апреля 1943 года противник решил заминировать с воздуха Геленджикскую бухту, чтобы затруднить морякам перевозки оружия, техники и живой силы на Малую землю, где героически сражался наш десант. Одиночные самолёты противника под покровом ночи просачивались к бухте. Дул сильный ветер „бора“, истребителям действовать было почти невозможно. И тогда, Константин Степанович решил вылететь сам. Рискуя попасть под огонь своих же зениток, он неожиданно атаковал схваченный лучами прожекторов „Хейнкель-111“ и быстро расправился с ним. Затем продолжал барражировать над бухтой. Вскоре сбил второй вражеский самолёт — миноносец, а за ним и третий. Замысел противника был сорван…»

### Командир полка
В конце мая 1943 года майор Константин Степанович Алексеев был назначен командиром 25-го истребительного авиационного полка ВВС Черноморского флота.
Этот полк блестяще проявил себя в воздушной поддержке Керченско-Эльтигенской десантной операции и десантной операции в Керченском порту в конце 1943-го и начале 1944 годов. За время участия в этих операциях лётчики Алексеева уничтожили в воздушных боях 76 немецких самолётов. Его полк заслужил благодарность в приказе Верховного Главнокомандующего, был удостоен ордена Красного Знамени и наименования «Керченский».
Сам же Константин Степанович Алексеев заслужил такую характеристику:

«Летает на всех типах истребителей днём и ночью, боевой и решительный лётчик, дерётся храбро, в бою хладнокровен, принимает смелые решения и практически осуществляет их на деле. Своим примером увлекает лётный состав на разгром врага и смело ведёт их в атаку. Дважды сбивал по два Me-109 в один день. Известен бой тройки истребителей, возглавляемой им, против 12 Me-109, в котором были сбиты 3 немецких истребителя. „Подходи ближе и бей в упор“ — этот принцип всегда обеспечивает Алексееву победу в бою…»— ЦВМА. Ф. 3. Оп. 1. Д. 648. Л. 21
Всего за период войны К. С. Алексеев совершил 471 боевой вылет (в том числе 21 в ночное время), включая 60 на разведку и 50 на штурмовку. Провёл 110 воздушных боёв, в которых лично уничтожил 15 самолётов противника (из них 8 ночью), и 7 — в составе группы. Также нанёс значительный урон противнику во время штурмовых ударов по скоплениям войск и боевой техники.
Лётчиками-истребителями 25-го истребительного Керченского авиационного полка, которым командовал майор Алексеев, всего было сбито в воздушных боях 119 вражеских самолётов.

### После войны

Могила Алексеева на Красненьком кладбище Санкт-Петербурга.

После окончания войны Константин Степанович остался в авиации ВМФ, в октябре 1945 года сдал командование полком и уехал учиться в академию. В 1948 году с отличием окончил Военно-морскую академию имени К. Е. Ворошилова, после чего в декабре этого года назначен заместителем начальника по лётной работе Военно-морского авиационного училища имени Сталина. С апреля 1950 года командовал 7-й истребительной авиационной дивизией ВВС 5-го ВМФ на Тихом океане. С марта 1954 года служил в Военно-морской академии старшим преподавателем по тактике авиации ВМФ. Автор ряда научных работ.
В декабре 1970 года полковник К. С. Алексеев вышел в отставку. Жил в Ленинграде.
Скончался 24 февраля 1971 года. Похоронен в Ленинграде (Санкт-Петербурге) на Красненьком кладбище (проспект Стачек, 98, дорожка Центральная, правая сторона).

## Награды

### Советские
- Медаль «Золотая Звезда» Героя Советского Союза (14.06.1942)
- Орден Ленина (14.06.1942)
- Четыре Ордена Красного Знамени (06.03.1942; 24.04.1943; 25.04.1943; 30.12.1956)
- Орден Суворова 3-й степени (от 30.04.1944, № 1968)
- Орден Отечественной войны 1-й степени (28.05.1945)
- Орден Красной Звезды (27.12.1951)
- Медали, в том числе:
  - Медаль «За боевые заслуги» (05.11.1946)
  - Медаль «За победу над Германией в Великой Отечественной войне 1941—1945 гг.»
  - Юбилейная медаль «Двадцать лет Победы в Великой Отечественной войне 1941—1945 гг.»

### Иностранные награды
- Офицер Ордена Британской Империи (Великобритания, 1944)[11]
- Медаль

## Память
В честь Героя был назван рыболовный траулер Министерства рыбного хозяйства СССР (в строю с 1980 года).